# Тульский цирк
Тульский государственный цирк — развлекательное учреждение в Туле.

## История
Первый Тульский цирк был построен в 1870 году и является одним из старейших в России. Вначале это было деревянное здание в самом центре города, на улице Посольской (теперь эта улица называется Советской). 21 декабря 1949 года в здании случался пожар, в результате которого оно сгорело вместе со львами дрессировщика Бориса Эдера, которые в то время были на гастролях в городе.
Современное здание цирка было построено в сентябре 1963 года по проекту архитектора Б.Д. Васильева и вмещает в себя 2 тысячи человек. За основу был взят проект киевского цирка. Первый директор Заслуженный деятель искусств РСФСР, Заслуженный работник культуры РСФСР Д. И. Калмыков. Без него открытие было бы не возможно. Уже на следующий год после открытия в ноябре 1964 года на арене цирка была выпущена премьерная программа «Цирк на льду № 1», а в 1965 году стартовало представление «Тула-Париж», которая во Франции была удостоена приза Парижской Академии наук.
Тульский цирк является одним из постановочных баз для московских цирков и зарубежных гастролей. Многие знаменитые цирковые артисты, такие как Олег Попов, Юрий Никулин, Вальтер и Мстислав Запашные, Эмиль и Игорь Кио, выступали на тульской арене. При тульском цирке работает цирковая студия, выпускники которой выступают и в России, и за рубежом — во Франции, Германии, Японии и других странах.
В конце 2014 года цирк был закрыт на реконструкцию, в ходе которой были отремонтированы инженерные системы, заменено электросетевое оборудование, обновлена вентиляция, установлены новые кондиционеры и установлены мягкие театральные кресла. 30 декабря 2015 года цирк открылся после ремонта. В торжественной церемонии принял участие министр культуры России Владимир Мединский.
Тульский государственный цирк является филиалом Федерального Казённого Предприятия «Росгосцирк».